# Graptopetalum saxifragoides
Graptopetalum saxifragoides är en fetbladsväxtart som beskrevs av M. Kimnach. Graptopetalum saxifragoides ingår i släktet Graptopetalum och familjen fetbladsväxter. Utöver nominatformen finns också underarten G. s. fariniferum.